# Transmisja solitonowa
Transmisja solitonowa – sposób transmitowana fali optycznej w światłowodzie oparty na przesyłaniu bardzo krótkich impulsów o określonym kształcie. Dzięki zjawisku Kerra takie impulsy (solitony) nie podlegają rozmyciu na skutek dyspersji chromatycznej.
Zastosowanie transmisji solitonowej ogranicza tłumienność światłowodu, która powoduje spadek energii i zanik zjawiska Kerra. Problem ten rozwiązuje częściowo zastosowanie wzmacniaczy EDFA.